# Sentier Laurentien
Pour les articles homonymes, voir Laurentien.
Le sentier Laurentien est un sentier de longue randonnée qui traverse le parc national de la Mauricie, dans la région de Mauricie, au Québec, Canada, à environ 45 km au nord de la ville de Trois-Rivières. Il sillonne l'arrière-pays du parc, jusqu'à la rivière Matawin. Ce sentier a été fermé temporairement pendant la saison estivale 2012. Il est fermé indéfiniment à partir du printemps 2013.

## Particularités du sentier
Le sentier Laurentien est un sentier intermédiaire-avancé de 75 km, présentant un dénivelé total de 1 500 m. Le sentier relie plusieurs sommets, et très peu d'infrastructures y sont présentes, ce qui implique que de nombreux cours d'eau doivent être traversés à gué. L'utilisation de bâtons de marche est de mise afin de préserver les genoux et d'éviter les blessures, car l'éloignement du sentier rend l'évacuation très difficile et onéreuse. Le sentier Laurentien se fait généralement en 5 jours, 4 nuits, pour un total d'environ 15 à 20 km de marche par jour. Une distance sur route de 30 km sépare le départ de l'arrivée, et c'est la responsabilité des randonneurs d'assurer le transport entre les deux.

## Sites de camping
Le sentier Laurentien présente 9 sites de camping, munis chacun de quatre plateformes en bois pouvant accueillir chacun une tente. Les sites sont présentés dans l'ordre où ils apparaissent dans le sentier :
1. Lac Jodon : À proximité du départ pour avantager les gens qui ont des contraintes et qui doivent partir en après-midi sur le sentier. Les quatre emplacements sont orientés face au coucher du soleil. Le lac est favorable à la baignade, surtout par temps de grosses chaleurs d'été. Distance : 6,5 km ; Dénivellation : 120 m.
2. Lac à la Pipe : Situé près du lac, à l'extrémité d'une pointe propice à la baignade. Présente une bonne première journée de 12,7 km lorsqu'on y couche la première nuit. Ce lac est fréquenté par un couple de plongeons huards. Distance : 6,2 km ; Dénivellation : 120 m.
3. Lac Dinel : Situé loin du lac (400 m). Zone marécageuse, propice à la multiplication des insectes. Il est le site le plus tranquille de tout le sentier. Distance : 8,2 km ; Dénivellation : 100 m.
4. Lac Grappin : En bordure du lac. Le fond est sablonneux ce qui rend la baignade agréable. Distance : 6,6 km ; Dénivellation : 120 m.
5. Rivière Matawin : Situé à la jonction du ruisseau des Cinq et de la rivière Matawin, ce site constitue un des deux joyaux du sentier Laurentien. Les rapides de la rivière Matawin et la chute du ruisseau des Cinq créent un sentiment de bien-être et permettent de se baigner et de se doucher avec du savon biodégradable. Inconvénient : le chemin de la Réserve faunique du Saint-Maurice accueille des camions lourds, ce qui peut le rendre bruyant, selon la période de l'année. Distance : 5,5 km ; Dénivellation : 210 m.
6. Lac-Chevreuil : Situé sur les berges du lac, sous une forêt de sapins et de cèdres matures. La baignade y est agréable par temps chaud. Le segment de randonnée entre la rivière Matawin et le Lac-Chevreuil est facile grâce à l'utilisation d'un ancien chemin forestier, ce qui rend ce segment particulièrement agréable. Distance : 7,6 km ; Dénivellation : 160 m.
7. Lac-du-Rapide : Situé sur le site d'un ancien camp de chasse, à proximité du lac. Les emplacements de camping sont répartis de chaque côté d'un ruisseau en cascade, sur des promontoires naturels. La vue est exceptionnelle sur le lac, spécialement au coucher du soleil. La baignade est également possible à cet endroit. Veuillez noter qu'il n'y a pas d'échelle pour sortir de l'eau. Il peut donc être difficile de sortir. Distance : 9 km ; Dénivellation : 160 m.
8. Lac-Omand : Situé à proximité d'un ruisseau. Un accès est aménagé jusqu'au lac, où l'on peut se rafraîchir. Distance : 9,6 km ; Dénivellation : 180 m.
9. Lac de la Dam : Situé près du ruisseau Hamel. Le point de rencontre du ruisseau et du lac forme un bassin propice à la baignade. Plutôt marécageux, avec beaucoup d'insectes au printemps et en été. Distance : 8,4 km ; Dénivellation : 160 m.

Après le lac de la Dam, il ne reste que 7,4 km pour une dénivellation de 170 m avant de sortir au pavillon de services de Rivière à la Pêche. Il est possible de prendre une douche dans les bâtiments de service du camping. Il est recommandé d'effectuer la randonnée dans les mois d'août et de septembre, les mois précédents étant trop chauds, ou envahis d'insectes piqueurs, et le mois d'octobre présentant des nuits fraîches.

## Itinéraire suggéré
Le Parc national de la Mauricie recommande un itinéraire de 4 nuits et 5 jours qui inclut les plus beaux sites de camping, rivière Matawin et Lac-du-Rapide. Le premier site de camping est le Lac à la Pipe. Par la suite, il faut se rendre à la rivière Matawin. On se rend ensuite au Lac-du-Rapide et on termine avec le lac de la Dam, ou le Lac Omand. Cet itinéraire est adapté pour des gens de niveau intermédiaire-avancé. Certaines personnes le font en 2 nuits, 3 jours, ce qui représente un réel défi pour les randonneurs. Selon les préposés du Parc national de la Mauricie, un ultra-marathonien aurait effectué le sentier en près de 16 heures ce qui constitue la traversée la plus courte jamais effectuée de ce sentier[réf. nécessaire].